# Live at the Olympia ’96
Live at the Olympia '96 — двойной концертный альбом британской группы Deep Purple, записанный 17 июня 1996 года в парижском зале «Олимпия», Франция, в рамках тура в поддержку альбома Purpendicular.

## Об альбоме
Это первый концертный альбом со Стивом Морсом, пришедшим в группу в конце 1994 года.
Первоначально группа не планировала выпускать альбом, но концерт получился настолько удачным, что запись тут же стала распространяться нелегальным путём. Альбом носит статус «Official Bootleg».

## Список композиций

### Диск 1
1. «Fireball» — 5:01
2. «Maybe I’m a Leo» — 5:53
3. «Ted the Mechanic» — 5:06
4. «Pictures of Home» — 5:58
5. «Black Night» — 7:33
6. «Cascades: I’m Not Your Lover» — 11:04
7. «Sometimes I Feel Like Screaming» — 7:24
8. «Woman from Tokyo» — 6:29
9. «No One Came» — 5:53
10. «The Purpendicular Waltz» — 5:11

### Диск 2
1. «Rosa’s Cantina» — 6:18
2. «Smoke on the Water» — 9:24
3. «When a Blind Man Cries» — 7:17
4. «Speed King» — 11:45
5. «Perfect Strangers» — 6:43
6. «Hey Cisco» — 7:27
7. «Highway Star» — 8:08

## Участники записи
- Иэн Гиллан — вокал
- Стив Морс — гитара
- Джон Лорд — орган, синтезатор
- Роджер Гловер — бас-гитара
- Иэн Пейс — ударные